# 施維貝格山
46°41′10″N 7°15′48″E / 46.68620°N 7.26324°E

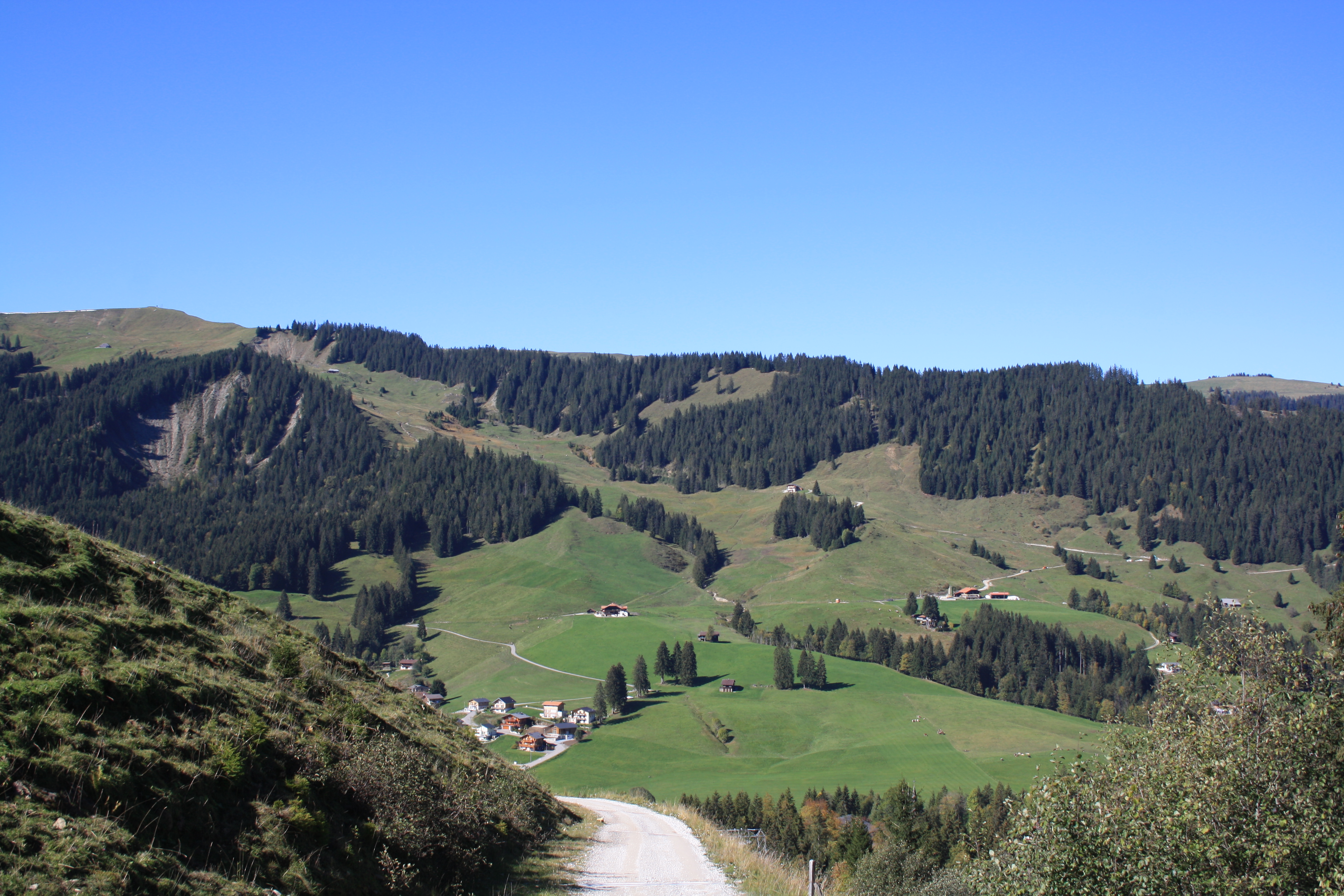

施維貝格山（Schwyberg），是瑞士的山峰，位於該國西部，由弗里堡州負責管轄，屬於弗賴堡前阿爾卑斯山脈的一部分，海拔高度1,645米，年平均降雨量1,471毫米。